# Gudule (auteur)
Pour les articles homonymes, voir Gudule et Belair.
Gudule, nom de plume d'Anne Jacqueline Madeleine Bocquillon-Liger-Belair, née le 1er août 1945 à Ixelles, une commune de la région de Bruxelles-Capitale en Belgique, et morte le 21 mai 2015 à Puycelci en France, est une écrivaine franco-belge francophone. 
L'œuvre de Gudule — qui signe également sous les noms d’(Anne) Duguël, (Anne) Guduël, Anne Gudule, (Anne) Carali, (Anne) Karali, Gudule! ou Lili Bidault — est couronnée de nombreux prix.

## Biographie
« Monomaniaque de la lecture et de l’écriture », comme elle se plaît à se qualifier elle-même, Anne Liger-Belair cultive dès son plus jeune âge le goût de la lecture. Elle suit une partie de sa scolarité dans un pensionnat religieux où elle grandit dans un milieu qui l’étouffe. Son père, Gérard, est un ami d’Hergé, pour lequel il assure l’expertise des bateaux et des avions que dessine ce dernier, mais l'univers catholique et traditionaliste qui l'entoure ne lui convient guère. Elle découvre la poésie et les auteurs fantastiques belges Jean Ray et Michel de Ghelderode qui lui donnent le goût de l’irrationnel et de l’étrange, mais aussi l'envie d'écrire : durant toute son enfance, de 1950 à 1965, elle compose des centaines de poèmes et une dizaine de romans, dont elle exploitera trente-cinq ans plus tard le tout premier — Le Couvent maudit — sous le titre L’École qui n’existait pas.
Dans les années 1960, après des études d’Arts-déco menées tant bien que mal à Bruxelles, elle part six ans au Liban où elle travaille comme journaliste et crée aussi des costumes de théâtre. Elle y rencontre et y épouse l'auteur de bande dessinée Paul Karali, dit Carali. En 1967 naît leur fils Olivier, qui deviendra écrivain, conteur et scénariste de bande dessinée sous le pseudonyme d'Olivier Ka.
En 1971, partie en France, elle écrit et dessine pour des magazines jeunesse tels que Pomme d’api et Pif poche, mais également pour des journaux satiriques comme Hara-Kiri, Fluide glacial, Charlie Hebdo, Charlie Mensuel, L'Écho des savanes et Psikopat.
En 1977, elle a un deuxième enfant avec Carali, une fille — Mélanie —, qui deviendra elle aussi dessinatrice de bande dessinée sous le pseudo de Mélaka.
En 1979, Yvan Delporte, ancien rédacteur en chef du journal Spirou et du Trombone Illustré, lui demande un texte pour sa chronique mensuelle Pendant ce temps à Landerneau dans le mensuel (À suivre), texte qui sera censuré. Les aventures de Zoé Borborygme ne voient donc pas le jour,.
À cette époque, elle signe aussi des contes et des billets d’humeur, mais également des scénarios pour Pichon, Carali, Siné et d'autres. De plus, elle anime sur Radio Libertaire une émission consacrée à la bande dessinée.
En 1987, après s'être séparée de Carali, elle publie sous le pseudonyme de Gudule, son premier album pour la jeunesse, Prince charmant poil aux dents, chez Syros, et en 1990 son premier livre pour adultes : Et Rose elle a vécu chez Denoël. À partir de ce jour, elle signera près de 300 livres comme « écrivaine pour la jeunesse, surtout, et pour les adultes aussi un peu » dit-elle, sous des noms aussi divers que (Anne) Duguël, (Anne) Guduël, Anne Gudule, (Anne) Carali, (Anne) Karali ou Lili Bidault pour les adultes, et Gudule, la sainte patronne de la ville de Bruxelles, pour les enfants et les adolescents : « Quand on écrit beaucoup, la tentation est grande de prendre plusieurs pseudos : ça évite de lasser les lecteurs et les libraires. Par ailleurs, les éditeurs ne peuvent pas te sortir 50 bouquins dans l'année, ça ne fait pas sérieux. Alors que si tu écris sous des noms différents, il n'y a aucun problème. »
En 2008, elle rejoint l'équipe du magazine satirique Siné Hebdo dès son premier numéro,, où elle signe une chronique intitulée Vos gueules les mômes !
Elle meurt le 21 mai 2015 des suites d'une tumeur au cerveau, à l'âge de 69 ans,,.
En 2018, dans Sous les bouclettes, sa fille Mélaka lui rend hommage en racontant les dernières années de sa vie. Elle met en parallèle son déclin progressif, avec des épisodes plus anciens où sa vitalité et sa personnalité gaffeuse créent des respirations dans le récit,,.

## Œuvres

### Œuvres pour la jeunesse
Pour les enfants et les adolescents, Gudule publie des romans qui traitent de manière drôle et légère de sujets graves et d'actualité. À titre d'exemple, elle a abordé des thèmes aussi variés que l’enfance maltraitée (Agence Torgnole, frappez fort, 1991), la séropositivité en milieu scolaire (La Vie à reculons), l'errance des sans-abris (L’Envers du décor) ou le racisme (L’Immigré et Crime City).
Membre de l'association littéraire française la Charte des auteurs et des illustrateurs jeunesse, ses romans pour la jeunesse rencontrent un immense succès et ont reçu plus de 50 prix et distinctions.

## Hommage
En 2023, la ville de Gaillac nomme une rue Gudule .

#### Livres
- Pascale Eben et Karine Magis, Répertoire des auteurs et illustrateurs de livres pour l'enfance et la jeunesse en Wallonie et à Bruxelles, Bruxelles, Wallonie-Bruxelles International, 2014, 192 p., ill. ; 26 cm (ISBN 9782930758008 et 2930758007, OCLC 944278134, lire en ligne), p. 99.